# Julia Maier
Julia Maier (* 1988 in Reutte) ist eine österreichische Jazzmusikerin (Piano, Gesang, Komposition und Arrangement).

## Leben und Wirken
Maier begann im Alter von vier Jahren mit einer langjährigen, klassischen Ausbildung am Klavier. Als Jugendliche wechselte sie zum Jazz; sie studierte Jazz-Piano an der Kunstuniversität Graz (bei Olaf Polziehn), dann Instrumentalmusikerziehung, Jazz-Komposition (bei Ed Partyka) sowie Ensembleleitung (bei Michael Abene).
Mit ihrem Julia M. Quartet veröffentlichte sie 2011 ihr Debütalbum. 2014 erschien ein erstes Album mit ihrer um ein Streichquartett erweiterten Bigband New Shore Orchestra. Auf ihrem Album Songs for Your Heart (2016) interpretierte sie Kirchenlieder sowie neue Stücke mit geistlichen Texten. 2017 stellte sie beim neuapostolischen Pfingstgottesdienst in Wien ihren Song Lord, Have Mercy on My Life vor, der weltweit übertragen wurde und große Resonanz erzielte.
Maier komponiert und arrangiert für verschiedene Bigbands, Orchester, Chöre und andere Besetzungen, unter anderem für die Eröffnung des Internationalen Wagnerforums 2014, für die hr-Bigband und das Metropole Orkest. Auch leitet sie das Austrian Chamber Jazz Ensemble.

## Diskographische Hinweise
- julia m.quartet I Am Ready (Barnette Records 2011, mit Julian Pajzs, Lukas Raumberger, Thomas Stabler)
- Julia Maier & New Shore Orchestra New Time (Barnette Records 2014)

## Preise und Auszeichnungen
Beim internationalen Bigbandwettbewerb Jazz Comp Graz 2011 gewann sie mit ihren Kompositionen den 2. Hauptpreis, den Publikumspreis und den Spezialpreis für Komponistinnen. 2014 wurde sie bei Jazz Comp Graz mit dem ersten Preis ausgezeichnet. 2015 erhielt sie das Hilde-Zach-Kompositionsstipendium der Stadt Innsbruck.